# Evadale
Evadale – jednostka osadnicza w Stanach Zjednoczonych, w stanie Teksas, w hrabstwie Jasper.